# هایک استپانیان
هایک گالوستی استپانیان (ارمنی: Հայկ Գալուստի Ստեփանյան؛  زادهٔ ۲۹ نوامبر ۱۹۰۲ - درگذشته ۲۷ آوریل ۱۹۷۱) یک دامپزشک و فیزیولوژیست اهل ارمنستان بود.

## زندگی‌نامه
در ۲۹ نوامبر ۱۹۰۲ در روستای باشکیوی به دنیا آمد و از انستیتو دام‌پروری و دام‌پزشکی ایروان (۱۹۳۳) فارغ‌التحصیل شد. وی در انستیتو دام‌پروری و دام‌پزشکی ایروان فعالیت می‌کرد.  وی همچنین برنده دانشمند شایسته ارمنستان شوروی (۱۹۶۱) و نشان برجسته افتخار شده است. وی در ۲۷ آوریل ۱۹۷۱ در سن ۶۸ سالگی در ایروان درگذشت.

## یادداشت
1. ↑  կենսաբանական գիտությունների դոկտոր